# Рамон Трібульєтч
Рамон Трібульєтч (ісп. Ramon Tribulietx, нар. 20 вересня 1972, Барселона) — іспанський футболіст, півзахисник. Нині — тренер. З грудня 2021 року — головний тренер російського клубу «Акрон».

## Ігрова кар'єра
Як футболіст Трібульєтч виступав на позиції півзахисника. На своїй батьківщині він грав в іспанських командах нижчих ліг, що представляли Каталонію. У 1998 році перебрався в Нову Зеландію в клуб «Окленд Сіті». У 2014 році перебував у заявці новозеландської команди першого дивізіону «Воркверт».

## Кар'єра тренера
На батьківщині Трібульєтч працював асистентом у клубах третього дивізіону «Сант-Андреу», «Фігерас» та «Кастельдефельс».
У 2008 році Рамон увійшов до тренерського штабу «Окленд Сіті», а 2010 року став головним тренером команди. За цей час наставник сім разів приводив її до перемоги в Лізі чемпіонів ОФК і п'ять разів вигравав національну першість.
Трибульетч неодноразово брав участь з «Окленд Сіті» в клубному чемпіонаті світу. У 2014 році він несподівано для багатьох привів свій клуб до бронзових медалей на цьому турнірі.
Також з 2012 року був технічним консультантом жіночої збірної Канади, якій допоміг стати бронзовим призером Олімпійських ігор в Лондоні. Консультував юнацьку збірну Нової Зеландії на чемпіонаті світу 2011. У 2016 році працював технічним консультантом збірної Соломонових Островів.
З грудня 2021 року — головний тренер російського клубу «Акрон».

## Титули і досягнення
- Бронзовий призер Клубного чемпіонату світу (1): 2014
- Переможець Ліги чемпіонів ОФК (7): 2010/11, 2011/12, 2012/13, 2013/14, 2014/15, 2016, 2017
- Прем'єр чемпіонату Нової Зеландії (5): 2011/12, 2013/14, 2014/15, 2015/16, 2016/17
- Чемпіон Нової Зеландії (2): 2014, 2015
- Володар Charity Cup (3): 2011, 2013, 2015, 2016
- Переможець Кубка Президента ОФК (1): 2014

## Освіта
Закінчив Каталонський національний інститут фізичного виховання в Барселоні.